# The Martians
The Martians (ang. Marsjanie) – tak nazywani byli węgierscy naukowcy pracujący w Los Alamos (USA) nad amerykańskim projektem Manhattan – budową pierwszej bomby atomowej. Grupa ta była interdyscyplinarna, jej członkowie posiadali dyplomy z chemii, biologii, matematyki albo fizyki. W jej skład wchodzili m.in. następujący naukowcy:
- Leó Szilárd
- Eugene Wigner
- Edward Teller
- John von Neumann
- Miklós Kürti
- Paul Nemenyi (niepewne – niektóre źródła twierdzą, że dotarł do USA dopiero w 1946)

Jako pierwszy tej nazwy użył słynący z humoru fizyk niemiecki Fritz Houtermans, a powodem tego był fakt, iż owi naukowcy – wszyscy pochodzenia węgierskiego – rozmawiali między sobą po węgiersku, co dla ich amerykańskich kolegów brzmiało pozaziemsko, a oprócz tego odznaczali się ponadprzeciętnym (pozaziemskim), nawet dla naukowców, intelektem.
John von Neumann, nie mając ochoty tłumaczyć stale, skąd pochodzi i gdzie właściwie leżą Węgry, mawiał żartobliwie, że Węgrzy pochodzą z Marsa, a Szilárd grupę tę nazywał ironicznie "węgierską konspiracją".